# 小菅真弓
小菅 真弓（こすげ まゆみ、1982年1月20日 - ）は、日本の元女子バレーボール選手。

## 来歴
千葉県船橋市出身。母親の影響で中学1年よりバレーボールを始める。2000年にシーガルズに入団。
2011年、KUROBEアクアフェアリーズに移籍し、1シーズンプレー。2012年5月、現役引退が発表された。
2016年1月から2020年3月までインドハリヤナ州グルガオンに滞在。2019年8月に全米ヨガアライアンスが定める200時間のヨガインストラクター養成コースを修了。RYT200を取得する。

## 所属チーム
- 古和釜中
- 市立船橋高
- 岡山シーガルズ（2000-2011年）
- KUROBEアクアフェアリーズ（2011-2012年）